# Ungdomsvärldsmästerskapet i volleyboll för flickor 2009
Ungdomsvärldsmästerskapet 2009 i volleyboll för flickor spelades 3 till 12 juli 2009 i Nakhon Ratchasima, Thailand. Det var den elfte upplagan av tävlingen, som organiseras av FIVB. I tävlingen deltog 16 flicklandslag (maxålder 18 år) från hela världen. Brasilien vann tävlingen för tredje gången genom att besegra Serbien i finalen. Samara de Almeida, Brasilien, utsågs till mest värdefulla spelare.

## Deltagande lag
| - Belgien U18 - Brasilien U18 - Kina U18 - Egypten U18 - Japan U18 - Tyskland U18 - Italien U18 - Mexiko U18 | - Peru U18 - Dominikanska republiken U18 - Serbien U18 - Slovakien U18 - USA U18 - Thailand U18 - Tunisien U18 - Turkiet U18 |

## Grupper
| Grupp A                                                 | Grupp B                                          | Grupp C                                                                   | Grupp D                                        |
| ------------------------------------------------------- | ------------------------------------------------ | ------------------------------------------------------------------------- | ---------------------------------------------- |
| Egypten U18 · Tyskland U18 · Serbien U18 · Thailand U18 | Kina U18 · Peru U18 · Tunisien U18 · Turkiet U18 | Brasilien U18 · Italien U18 · Dominikanska republiken U18 · Slovakien U18 | Belgien U18 · Japan U18 · Mexiko U18 · USA U18 |

## Första rundan

### Grupp A

#### Resultat
| Datum    | Mellan                      | Resultat | Set   | Set   | Set   | Set   | Set | Poäng totalt | Speltid | Åskådare |
| Datum    | Mellan                      | Resultat | 1     | 2     | 3     | 4     | 5   | Poäng totalt | Speltid | Åskådare |
| -------- | --------------------------- | -------- | ----- | ----- | ----- | ----- | --- | ------------ | ------- | -------- |
| 03-07-09 | Egypten U18 - Thailand U18  | 0 - 3    | 21:25 | 18:25 | 16:25 |       |     | 55 - 75      | 1h:06   | 1.950    |
| 03-07-09 | Serbien U18 - Tyskland U18  | 3 - 0    | 25:9  | 25:21 | 25:21 |       |     | 75 - 51      | 1h:10   | 1.280    |
| 04-07-09 | Serbien U18 - Egypten U18   | 3 - 0    | 25:16 | 25:15 | 25:15 |       |     | 75 - 46      | 1h:00   | 1.230    |
| 04-07-09 | Tyskland U18 - Thailand U18 | 1 - 3    | 23:25 | 9:25  | 25:20 | 19:25 |     | 76 - 95      | 1h:42   | 3.600    |
| 05-07-09 | Thailand U18 - Serbien U18  | 1 - 3    | 25:20 | 21:25 | 11:25 | 20:25 |     | 77 - 95      | 1h:35   | 3.400    |
| 05-07-09 | Egypten U18 - Tyskland U18  | 0 - 3    | 12:25 | 18:25 | 18:25 |       |     | 48 - 75      | 1h:08   | 500      |

#### Sluttabell
| Pos | Landslag     | Poäng | Matcher | Matcher | Matcher   | Set   | Set       | Kvot  | Poäng | Poäng     | Kvot  |
| Pos | Landslag     | Poäng | Spelade | Vunna   | Förlorade | Vunna | Förlorade | Kvot  | Vunna | Förlorade | Kvot  |
| --- | ------------ | ----- | ------- | ------- | --------- | ----- | --------- | ----- | ----- | --------- | ----- |
| 1   | Serbien U18  | 6     | 3       | 3       | 0         | 9     | 1         | 9.000 | 245   | 174       | 1.408 |
| 2   | Thailand U18 | 5     | 3       | 2       | 1         | 7     | 4         | 1.750 | 247   | 226       | 1.093 |
| 3   | Tyskland U18 | 4     | 3       | 1       | 2         | 4     | 6         | 0.667 | 202   | 218       | 0.927 |
| 4   | Egypten U18  | 3     | 3       | 0       | 3         | 0     | 9         | 0.000 | 149   | 225       | 0.662 |

### Grupp B

#### Resultat
| Datum    | Mellan                     | Resultat | Set   | Set   | Set   | Set   | Set   | Poäng totalt | Speltid | Åskådare |
| Datum    | Mellan                     | Resultat | 1     | 2     | 3     | 4     | 5     | Poäng totalt | Speltid | Åskådare |
| -------- | -------------------------- | -------- | ----- | ----- | ----- | ----- | ----- | ------------ | ------- | -------- |
| 03-07-09 | Kina U18 - Peru U18        | 0 - 3    | 19:25 | 24:26 | 16:25 |       |       | 59 - 76      | 1h:17   | 1.300    |
| 03-07-09 | Turkiet U18 - Tunisien U18 | 3 - 0    | 25:19 | 25:17 | 25:14 |       |       | 75 - 50      | 1h:08   | 860      |
| 04-07-09 | Tunisien U18 - Peru U18    | 0 - 3    | 21:25 | 7:25  | 16:25 |       |       | 44 - 75      | 1h:05   | 900      |
| 04-07-09 | Turkiet U18 - Kina U18     | 3 - 0    | 25:22 | 25:19 | 25:20 |       |       | 75 - 61      | 1h:15   | 1.600    |
| 05-07-09 | Peru U18 - Turkiet U18     | 2 - 3    | 25:21 | 26:24 | 23:25 | 20:25 | 12:15 | 105 - 109    | 2h:08   | 780      |
| 05-07-09 | Kina U18 - Tunisien U18    | 3 - 0    | 25:9  | 25:15 | 25:8  |       |       | 75 - 32      | 1h:01   | 1.325    |

#### Sluttabell
| Pos | Landslag     | Poäng | Matcher | Matcher | Matcher   | Set   | Set       | Kvot  | Poäng | Poäng     | Kvot  |
| Pos | Landslag     | Poäng | Spelade | Vunna   | Förlorade | Vunna | Förlorade | Kvot  | Vunna | Förlorade | Kvot  |
| --- | ------------ | ----- | ------- | ------- | --------- | ----- | --------- | ----- | ----- | --------- | ----- |
| 1   | Turkiet U18  | 6     | 3       | 3       | 0         | 9     | 2         | 4.500 | 259   | 216       | 1.199 |
| 2   | Peru U18     | 5     | 3       | 2       | 1         | 8     | 3         | 2.667 | 256   | 212       | 1.208 |
| 3   | Kina U18     | 4     | 3       | 1       | 2         | 3     | 6         | 0.500 | 195   | 183       | 1.066 |
| 4   | Tunisien U18 | 3     | 3       | 0       | 3         | 0     | 9         | 0.000 | 126   | 225       | 0.560 |

### Grupp C

#### Resultat
| Datum    | Mellan                                      | Resultat | Set   | Set   | Set   | Set   | Set   | Poäng totalt | Speltid | Åskådare |
| Datum    | Mellan                                      | Resultat | 1     | 2     | 3     | 4     | 5     | Poäng totalt | Speltid | Åskådare |
| -------- | ------------------------------------------- | -------- | ----- | ----- | ----- | ----- | ----- | ------------ | ------- | -------- |
| 03-07-09 | Italien U18 - Dominikanska republiken U18   | 3 - 2    | 25:17 | 24:26 | 26:28 | 25:17 | 15:11 | 115 - 99     | 2h:05   | 900      |
| 03-07-09 | Slovakien U18 - Brasilien U18               | 0 - 3    | 13:25 | 23:25 | 18:25 |       |       | 54 - 75      | 1h:14   | 700      |
| 04-07-09 | Dominikanska republiken U18 - Brasilien U18 | 0 - 3    | 18:25 | 7:25  | 16:25 |       |       | 41 - 75      | 1h:06   | 900      |
| 04-07-09 | Italien U18 - Slovakien U18                 | 3 - 2    | 25:17 | 19:25 | 25:17 | 19:25 | 15:6  | 103 - 90     | 1h:55   | 800      |
| 05-07-09 | Slovakien U18 - Dominikanska republiken U18 | 3 - 2    | 25:23 | 23:25 | 25:17 | 14:25 | 15:11 | 102 - 101    | 2h:08   | 200      |
| 05-07-09 | Brasilien U18 - Italien U18                 | 3 - 0    | 25:22 | 25:20 | 25:15 |       |       | 75 - 57      | 1h:16   | 900      |

#### Sluttabell
| Pos | Landslag                    | Poäng | Matcher | Matcher | Matcher   | Set   | Set       | Kvot  | Poäng | Poäng     | Kvot  |
| Pos | Landslag                    | Poäng | Spelade | Vunna   | Förlorade | Vunna | Förlorade | Kvot  | Vunna | Förlorade | Kvot  |
| --- | --------------------------- | ----- | ------- | ------- | --------- | ----- | --------- | ----- | ----- | --------- | ----- |
| 1   | Brasilien U18               | 6     | 3       | 3       | 0         | 9     | 0         | MAX   | 225   | 152       | 1.480 |
| 2   | Italien U18                 | 5     | 3       | 2       | 1         | 6     | 4         | 0.857 | 275   | 264       | 1.042 |
| 3   | Slovakien U18               | 4     | 3       | 1       | 2         | 5     | 8         | 0.625 | 246   | 279       | 0.882 |
| 4   | Dominikanska republiken U18 | 3     | 3       | 0       | 3         | 4     | 9         | 0.444 | 241   | 292       | 0.825 |

### Grupp D

#### Resultat
| Datum    | Mellan                   | Resultat | Set   | Set   | Set   | Set   | Set  | Poäng totalt | Speltid | Åskådare |
| Datum    | Mellan                   | Resultat | 1     | 2     | 3     | 4     | 5    | Poäng totalt | Speltid | Åskådare |
| -------- | ------------------------ | -------- | ----- | ----- | ----- | ----- | ---- | ------------ | ------- | -------- |
| 03-07-09 | USA U18 - Mexiko U18     | 2 - 3    | 20:25 | 25:22 | 15:25 | 26:24 | 9:15 | 95 - 111     | 2h:08   | 950      |
| 03-07-09 | Belgien U18 - Japan U18  | 3 - 1    | 25:19 | 23:25 | 25:22 | 31:29 |      | 104 - 95     | 1h:47   | 450      |
| 04-07-09 | Mexiko U18 - Japan U18   | 1 - 3    | 18:25 | 18:25 | 25:15 | 21:25 |      | 82 - 90      | 1h:31   | 850      |
| 04-07-09 | USA U18 - Belgien U18    | 1 - 3    | 25:20 | 13:25 | 30:32 | 19:25 |      | 87 - 102     | 1h:43   | 1.050    |
| 05-07-09 | Belgien U18 - Mexiko U18 | 3 - 0    | 25:21 | 26:24 | 25:18 |       |      | 76 - 63      | 1h:14   | 500      |
| 05-07-09 | Japan U18 - USA U18      | 3 - 0    | 25:23 | 25:18 | 25:14 |       |      | 75 - 55      | 1h:10   | 1.050    |

#### Sluttabell
| Pos | Landslag    | Poäng | Matcher | Matcher | Matcher   | Set   | Set       | Kvot  | Poäng | Poäng     | Kvot  |
| Pos | Landslag    | Poäng | Spelade | Vunna   | Förlorade | Vunna | Förlorade | Kvot  | Vunna | Förlorade | Kvot  |
| --- | ----------- | ----- | ------- | ------- | --------- | ----- | --------- | ----- | ----- | --------- | ----- |
| 1   | Belgien U18 | 6     | 3       | 3       | 0         | 9     | 2         | 4.500 | 282   | 245       | 1.151 |
| 2   | Japan U18   | 5     | 3       | 2       | 1         | 7     | 4         | 1.750 | 260   | 241       | 1.079 |
| 3   | Mexiko U18  | 4     | 3       | 1       | 2         | 4     | 8         | 0.500 | 256   | 261       | 0.981 |
| 4   | USA U18     | 3     | 3       | 0       | 3         | 3     | 9         | 0.333 | 237   | 288       | 0.823 |

## Andra rundan
De två första lag i varje grupp i den föregående rundan placerades i grupperna E och F. Där gick de två första i varje grupp vidare till semifinal, medan de två sista spelade spel om platserna 5-8. De två sista lagen i varje grupp i den föregående rundan placerades i grupperna G och H. Där gick de två första i varje grupp vidare till spel om platserna 9-12, medan de två sista spelade spel om platserna 13-16.

### Grupp E

#### Resultat
| Datum    | Mellan                      | Resultat | Set   | Set   | Set   | Set   | Set   | Poäng totalt | Speltid | Åskådare |
| Datum    | Mellan                      | Resultat | 1     | 2     | 3     | 4     | 5     | Poäng totalt | Speltid | Åskådare |
| -------- | --------------------------- | -------- | ----- | ----- | ----- | ----- | ----- | ------------ | ------- | -------- |
| 07-07-09 | Serbien U18 - Japan U18     | 3 - 2    | 22:25 | 17:25 | 25:21 | 26:24 | 15:10 | 105 - 105    | 1h:53   | 2.180    |
| 07-07-09 | Peru U18 - Brasilien U18    | 0 - 3    | 19:25 | 19:25 | 16:25 |       |       | 54 - 75      | 1h:12   | 500      |
| 08-07-09 | Japan U18 - Brasilien U18   | 1 - 3    | 25:27 | 25:19 | 26:28 | 15:25 |       | 91 - 99      | 1h:50   | 1.480    |
| 08-07-09 | Serbien U18 - Peru U18      | 3 - 2    | 25:16 | 25:17 | 20:25 | 22:25 | 15:7  | 107 - 90     | 1h:53   | 155      |
| 09-07-09 | Peru U18 - Japan U18        | 3 - 2    | 26:24 | 20:25 | 25-22 | 18:25 | 15:11 | 104 - 107    | 1h:54   | 400      |
| 09-07-09 | Brasilien U18 - Serbien U18 | 3 - 2    | 25:18 | 25:18 | 22:25 | 23:25 | 15:8  | 110 - 94     | 2h:03   | 800      |

#### Sluttabell
| Pos | Landslag      | Poäng | Matcher | Matcher | Matcher   | Set   | Set       | Kvot  | Poäng | Poäng     | Kvot  |
| Pos | Landslag      | Poäng | Spelade | Vunna   | Förlorade | Vunna | Förlorade | Kvot  | Vunna | Förlorade | Kvot  |
| --- | ------------- | ----- | ------- | ------- | --------- | ----- | --------- | ----- | ----- | --------- | ----- |
| 1   | Brasilien U18 | 6     | 3       | 3       | 0         | 9     | 3         | 3.000 | 284   | 239       | 1.188 |
| 2   | Serbien U18   | 5     | 3       | 2       | 1         | 8     | 7         | 1.143 | 306   | 305       | 1.003 |
| 3   | Peru U18      | 4     | 3       | 1       | 2         | 5     | 8         | 0.625 | 248   | 289       | 0.858 |
| 4   | Japan U18     | 3     | 3       | 0       | 3         | 5     | 9         | 0.556 | 303   | 308       | 0.984 |

### Grupp F

#### Resultat
| Datum    | Mellan                     | Resultat | Set   | Set   | Set   | Set   | Set  | Poäng totalt | Speltid | Åskådare |
| Datum    | Mellan                     | Resultat | 1     | 2     | 3     | 4     | 5    | Poäng totalt | Speltid | Åskådare |
| -------- | -------------------------- | -------- | ----- | ----- | ----- | ----- | ---- | ------------ | ------- | -------- |
| 07-07-09 | Thailand U18 - Belgien U18 | 0 - 3    | 12:25 | 21:25 | 21:25 |       |      | 54 - 75      | 1h:07   | 3.600    |
| 07-07-09 | Turkiet U18 - Italien U18  | 3 - 1    | 23:25 | 26:24 | 25:17 | 25:19 |      | 99 - 85      | 1h:53   | 2.000    |
| 08-07-09 | Belgien U18 - Italien U18  | 3 - 2    | 25:17 | 25:27 | 25:19 | 17:25 | 15:9 | 107 - 97     | 1h:58   | 520      |
| 08-07-09 | Thailand U18 - Turkiet U18 | 1 - 3    | 22:25 | 25:22 | 24:26 | 15:25 |      | 86 - 98      | 1h:48   | 3.700    |
| 09-07-09 | Turkiet U18 - Belgien U18  | 0 - 3    | 23:25 | 13:25 | 18:25 |       |      | 54 - 75      | 1h:11   | 500      |
| 09-07-09 | Italien U18 - Thailand U18 | 3 - 1    | 20:25 | 25:16 | 27:25 | 25:22 |      | 97 - 88      | 1h:43   | 2.190    |

#### Sluttabell
| Pos | Landslag     | Poäng | Matcher | Matcher | Matcher   | Set   | Set       | Kvot  | Poäng | Poäng     | Kvot  |
| Pos | Landslag     | Poäng | Spelade | Vunna   | Förlorade | Vunna | Förlorade | Kvot  | Vunna | Förlorade | Kvot  |
| --- | ------------ | ----- | ------- | ------- | --------- | ----- | --------- | ----- | ----- | --------- | ----- |
| 1   | Belgien U18  | 6     | 3       | 3       | 0         | 9     | 2         | 4.500 | 257   | 205       | 1.254 |
| 2   | Turkiet U18  | 5     | 3       | 2       | 1         | 6     | 5         | 1.200 | 251   | 246       | 1.020 |
| 3   | Italien U18  | 4     | 3       | 1       | 2         | 6     | 7         | 0.857 | 279   | 294       | 0.949 |
| 4   | Thailand U18 | 3     | 3       | 0       | 3         | 2     | 9         | 0.222 | 228   | 270       | 0.844 |

### Grupp G

#### Resultat
| Datum    | Mellan                       | Resultat | Set   | Set   | Set   | Set   | Set  | Poäng totalt | Speltid | Åskådare |
| Datum    | Mellan                       | Resultat | 1     | 2     | 3     | 4     | 5    | Poäng totalt | Speltid | Åskådare |
| -------- | ---------------------------- | -------- | ----- | ----- | ----- | ----- | ---- | ------------ | ------- | -------- |
| 07-07-09 | Tyskland U18 - USA U18       | 3 - 0    | 26:24 | 25:20 | 25:13 |       |      | 76 - 57      | 1h:19   | 550      |
| 07-07-09 | Tunisien U18 - Slovakien U18 | 0 - 3    | 9:25  | 18:25 | 19:25 |       |      | 46 - 75      | 1h:10   | 300      |
| 08-07-09 | USA U18 - Slovakien U18      | 3 - 2    | 25:18 | 19:25 | 21:25 | 25:16 | 15:4 | 105 - 88     | 1h:54   | 850      |
| 08-07-09 | Tyskland U18 - Tunisien U18  | 3 - 0    | 25:19 | 25:10 | 25:16 |       |      | 75 - 45      | 1h:07   | 950      |
| 09-07-09 | Tunisien U18 - USA U18       | 0 - 3    | 9:25  | 19:25 | 15:25 |       |      | 43 - 75      | 1h:08   | 520      |
| 09-07-09 | Slovakien U18 - Tyskland U18 | 1 - 3    | 25:22 | 19:25 | 20:25 | 19:25 |      | 83 - 97      | 1h:44   | 350      |

#### Sluttabell
| Pos | Landslag      | Poäng | Matcher | Matcher | Matcher   | Set   | Set       | Kvot  | Poäng | Poäng     | Kvot  |
| Pos | Landslag      | Poäng | Spelade | Vunna   | Förlorade | Vunna | Förlorade | Kvot  | Vunna | Förlorade | Kvot  |
| --- | ------------- | ----- | ------- | ------- | --------- | ----- | --------- | ----- | ----- | --------- | ----- |
| 1   | Tyskland U18  | 6     | 3       | 3       | 0         | 9     | 1         | 9.000 | 248   | 185       | 1.341 |
| 2   | USA U18       | 5     | 3       | 2       | 1         | 6     | 5         | 1.200 | 237   | 207       | 1.145 |
| 3   | Slovakien U18 | 4     | 3       | 1       | 2         | 6     | 6         | 1.000 | 246   | 248       | 0.992 |
| 4   | Tunisien U18  | 3     | 3       | 0       | 3         | 0     | 9         | 0.000 | 134   | 225       | 0.596 |

### Grupp H

#### Resultat
| Datum    | Mellan                                    | Resultat | Set   | Set   | Set   | Set   | Set  | Poäng totalt | Speltid | Åskådare |
| Datum    | Mellan                                    | Resultat | 1     | 2     | 3     | 4     | 5    | Poäng totalt | Speltid | Åskådare |
| -------- | ----------------------------------------- | -------- | ----- | ----- | ----- | ----- | ---- | ------------ | ------- | -------- |
| 07-07-09 | Egypten U18 - Mexiko U18                  | 0 - 3    | 18:25 | 12:25 | 8:25  |       |      | 38 - 75      | 1h:03   | 472      |
| 07-07-09 | Kina U18 - Dominikanska republiken U18    | 2 - 3    | 25:22 | 22:25 | 18:25 | 25:21 | 6:15 | 96 - 108     | 2h:05   | 800      |
| 08-07-09 | Mexiko U18 - Dominikanska republiken U18  | 3 - 0    | 25:18 | 25:22 | 25:15 |       |      | 75 - 55      | 1h:08   | 1.315    |
| 08-07-09 | Egypten U18 - Kina U18                    | 0 - 3    | 10:25 | 20:25 | 11:25 |       |      | 41 - 75      | 1h:03   | 850      |
| 09-07-09 | Kina U18 - Mexiko U18                     | 1 - 3    | 21:25 | 25:17 | 23:25 | 20:25 |      | 89 - 92      | 1h:37   | 1.150    |
| 09-07-09 | Dominikanska republiken U18 - Egypten U18 | 3 - 0    | 25:11 | 25:17 | 25:22 |       |      | 75 - 50      | 1h:07   | 750      |

#### Sluttabell
| Pos | Landslag                    | Poäng | Matcher | Matcher | Matcher   | Set   | Set       | Kvot  | Poäng | Poäng     | Kvot  |
| Pos | Landslag                    | Poäng | Spelade | Vunna   | Förlorade | Vunna | Förlorade | Kvot  | Vunna | Förlorade | Kvot  |
| --- | --------------------------- | ----- | ------- | ------- | --------- | ----- | --------- | ----- | ----- | --------- | ----- |
| 1   | Mexiko U18                  | 6     | 3       | 3       | 0         | 9     | 1         | 9.000 | 242   | 182       | 1.330 |
| 2   | Dominikanska republiken U18 | 5     | 3       | 2       | 1         | 6     | 5         | 1.200 | 238   | 221       | 1.077 |
| 3   | Kina U18                    | 4     | 3       | 2       | 1         | 6     | 6         | 1.000 | 260   | 241       | 1.079 |
| 4   | Egypten U18                 | 3     | 3       | 0       | 3         | 0     | 9         | 0.000 | 129   | 225       | 0.573 |

## Slutspelsfasen

### Spel om plats 1-4
|  | Semifinaler   | Semifinaler |             |               | Final               | Final               |  |
|  |               |             |             |               |                     |                     |  |
|  | Brasilien U18 | 3           |             |               |                     |                     |  |
|  | Brasilien U18 | 3           |             |               |                     |                     |  |
|  | Turkiet U18   | 0           |             |               |                     |                     |  |
|  | Turkiet U18   | 0           |             | Brasilien U18 | 3                   |                     |  |
|  |               |             |             | Brasilien U18 | 3                   |                     |  |
|  |               |             | Serbien U18 | 1             |                     |                     |  |
|  | Belgien U18   | 1           | Serbien U18 | 1             |                     |                     |  |
|  | Belgien U18   | 1           |             |               |                     |                     |  |
|  | Serbien U18   | 3           |             |               | Match om tredjepris | Match om tredjepris |  |
|  | Serbien U18   | 3           |             |               |                     |                     |  |
|  |               |             |             |               |                     |                     |  |
|  |               |             |             |               | Turkiet U18         | 2                   |  |
|  |               |             |             |               | Turkiet U18         | 2                   |  |
|  |               |             |             |               | Belgien U18         | 3                   |  |

#### Resultat
| Datum    | Mellan                      | Resultat | Set   | Set   | Set   | Set   | Set  | Poäng totalt | Speltid | Åskådare |
| Datum    | Mellan                      | Resultat | 1     | 2     | 3     | 4     | 5    | Poäng totalt | Speltid | Åskådare |
| -------- | --------------------------- | -------- | ----- | ----- | ----- | ----- | ---- | ------------ | ------- | -------- |
| 11-07-09 | Brasilien U18 - Turkiet U18 | 3 - 0    | 25:18 | 25:21 | 25:20 |       |      | 75 - 59      | 1h:20   | 2.050    |
| 11-07-09 | Belgien U18 - Serbien U18   | 1 - 3    | 20:25 | 25:27 | 26:24 | 21:25 |      | 92 - 101     | 1h:51   | 1.080    |
| 12-07-09 | Turkiet U18 - Belgien U18   | 2 - 3    | 25:20 | 26:24 | 19:25 | 26:28 | 7:15 | 103 - 112    | 2h:07   | 2.200    |
| 12-07-09 | Brasilien U18 - Serbien U18 | 3 - 1    | 25:20 | 26:24 | 23:25 | 25:17 |      | 99 - 86      | 1h:56   | 3.450    |

### Spel om plats 5-8
|  | Matcher om plats 5-8 | Matcher om plats 5-8 |           |          | Match om 5:e plats | Match om 5:e plats |  |
|  |                      |                      |           |          |                    |                    |  |
|  | Peru U18             | 3                    |           |          |                    |                    |  |
|  | Peru U18             | 3                    |           |          |                    |                    |  |
|  | Thailand U18         | 1                    |           |          |                    |                    |  |
|  | Thailand U18         | 1                    |           | Peru U18 | 1                  |                    |  |
|  |                      |                      |           | Peru U18 | 1                  |                    |  |
|  |                      |                      | Japan U18 | 3        |                    |                    |  |
|  | Italien U18          | 1                    | Japan U18 | 3        |                    |                    |  |
|  | Italien U18          | 1                    |           |          |                    |                    |  |
|  | Japan U18            | 3                    |           |          | Match om 7:e plats | Match om 7:e plats |  |
|  | Japan U18            | 3                    |           |          |                    |                    |  |
|  |                      |                      |           |          |                    |                    |  |
|  |                      |                      |           |          | Thailand U18       | 3                  |  |
|  |                      |                      |           |          | Thailand U18       | 3                  |  |
|  |                      |                      |           |          | Italien U18        | 2                  |  |

#### Resultat
| Datum    | Mellan                     | Resultat | Set   | Set   | Set   | Set   | Set   | Poäng totalt | Speltid | Åskådare |
| Datum    | Mellan                     | Resultat | 1     | 2     | 3     | 4     | 5     | Poäng totalt | Speltid | Åskådare |
| -------- | -------------------------- | -------- | ----- | ----- | ----- | ----- | ----- | ------------ | ------- | -------- |
| 11-07-09 | Peru U18 - Thailand U18    | 3 - 1    | 25:22 | 23:25 | 25:20 | 26:24 |       | 99 - 91      | 1h:47   | 2.200    |
| 11-07-09 | Italien U18 - Japan U18    | 1 - 3    | 25:23 | 12:25 | 16:25 | 23:25 |       | 76 - 98      | 2h:01   | 1.530    |
| 12-07-09 | Thailand U18 - Italien U18 | 3 - 2    | 25:23 | 24:26 | 25:22 | 16:25 | 15:10 | 105 - 106    | 2h:12   | 800      |
| 12-07-09 | Peru U18 - Japan U18       | 1 - 3    | 25:27 | 25:21 | 12:25 | 22:25 |       | 84 - 98      | 1h:35   | 600      |

### Spel om plats 9-12
|  | Matcher om plats 9-12       | Matcher om plats 9-12 |            |              | Match om 9:e plats          | Match om 9:e plats  |  |
|  |                             |                       |            |              |                             |                     |  |
|  | Tyskland U18                | 3                     |            |              |                             |                     |  |
|  | Tyskland U18                | 3                     |            |              |                             |                     |  |
|  | Dominikanska republiken U18 | 2                     |            |              |                             |                     |  |
|  | Dominikanska republiken U18 | 2                     |            | Tyskland U18 | 2                           |                     |  |
|  |                             |                       |            | Tyskland U18 | 2                           |                     |  |
|  |                             |                       | Mexiko U18 | 3            |                             |                     |  |
|  | Mexiko U18                  | 3                     | Mexiko U18 | 3            |                             |                     |  |
|  | Mexiko U18                  | 3                     |            |              |                             |                     |  |
|  | USA U18                     | 0                     |            |              | Match om 11:e plats         | Match om 11:e plats |  |
|  | USA U18                     | 0                     |            |              |                             |                     |  |
|  |                             |                       |            |              |                             |                     |  |
|  |                             |                       |            |              | Dominikanska republiken U18 | 3                   |  |
|  |                             |                       |            |              | Dominikanska republiken U18 | 3                   |  |
|  |                             |                       |            |              | USA U18                     | 0                   |  |

#### Resultat
| Datum    | Mellan                                     | Resultat | Set   | Set   | Set   | Set   | Set   | Poäng totalt | Speltid | Åskådare |
| Datum    | Mellan                                     | Resultat | 1     | 2     | 3     | 4     | 5     | Poäng totalt | Speltid | Åskådare |
| -------- | ------------------------------------------ | -------- | ----- | ----- | ----- | ----- | ----- | ------------ | ------- | -------- |
| 11-07-09 | Tyskland U18 - Dominikanska republiken U18 | 3 - 2    | 14:25 | 27:25 | 25:11 | 14:25 | 15:13 | 95 - 99      | 1h:53   | 450      |
| 11-07-09 | Mexiko U18 - USA U18                       | 3 - 0    | 25:21 | 25:19 | 25:21 |       |       | 75 - 61      | 1h:18   | 450      |
| 12-07-09 | Dominikanska republiken U18 - USA U18      | 3 - 0    | 25:23 | 25:19 | 25:23 |       |       | 75 - 65      | 1h:19   | 220      |
| 12-07-09 | Tyskland U18 - Mexiko U18                  | 2 - 3    | 26:24 | 25:21 | 16:25 | 20:25 | 13:15 | 100 - 110    | 2h:05   | 120      |

### Spel om plats 13-16
|  | Matcher om plats 13-16 | Matcher om plats 13-16 |          |               | Match om 13:e plats | Match om 13:e plats |  |
|  |                        |                        |          |               |                     |                     |  |
|  | Slovakien U18          | 3                      |          |               |                     |                     |  |
|  | Slovakien U18          | 3                      |          |               |                     |                     |  |
|  | Egypten U18            | 0                      |          |               |                     |                     |  |
|  | Egypten U18            | 0                      |          | Slovakien U18 | 2                   |                     |  |
|  |                        |                        |          | Slovakien U18 | 2                   |                     |  |
|  |                        |                        | Kina U18 | 3             |                     |                     |  |
|  | Kina U18               | 3                      | Kina U18 | 3             |                     |                     |  |
|  | Kina U18               | 3                      |          |               |                     |                     |  |
|  | Tunisien U18           | 0                      |          |               | Match om 15:e plats | Match om 15:e plats |  |
|  | Tunisien U18           | 0                      |          |               |                     |                     |  |
|  |                        |                        |          |               |                     |                     |  |
|  |                        |                        |          |               | Egypten U18         | 3                   |  |
|  |                        |                        |          |               | Egypten U18         | 3                   |  |
|  |                        |                        |          |               | Tunisien U18        | 2                   |  |

#### Resultat
| Datum    | Mellan                      | Resultat | Set   | Set   | Set   | Set   | Set   | Poäng totalt | Speltid | Åskådare |
| Datum    | Mellan                      | Resultat | 1     | 2     | 3     | 4     | 5     | Poäng totalt | Speltid | Åskådare |
| -------- | --------------------------- | -------- | ----- | ----- | ----- | ----- | ----- | ------------ | ------- | -------- |
| 11-07-09 | Slovakien U18 - Egypten U18 | 3 - 0    | 25:8  | 25:23 | 25:17 |       |       | 75 - 48      | 1h:11   | 250      |
| 11-07-09 | Kina U18 - Tunisien U18     | 3 - 0    | 25:15 | 25:10 | 25:13 |       |       | 75 - 38      | 1h:06   | 450      |
| 12-07-09 | Egypten U18 - Tunisien U18  | 3 - 2    | 25:21 | 18:25 | 21:25 | 25:16 | 15:9  | 104 - 96     | 1h:58   | 650      |
| 12-07-09 | Slovakien U18 - Kina U18    | 2 - 3    | 23:25 | 25:21 | 24:26 | 25:19 | 13:15 | 110 - 106    | 2h:30   | 500      |

## Individuella utmärkelser
| Utmärkelse              | Namn               | Lag           |
| ----------------------- | ------------------ | ------------- |
| Mest värdefulla spelare | Samara de Almeida  | Brasilien U18 |
| Bästa poängvinnare      | Lise van Hecke     | Belgien U18   |
| Bästa anfallare         | Mari Horikawa      | Japan U18     |
| Bästa blockare          | Ana Beatriz Corrêa | Brasilien U18 |
| Bästa servare           | Sara Klisura       | Serbien U18   |
| Bästa passare           | Danica Radenković  | Serbien U18   |
| Bästa libero            | Aree Promjanyar    | Thailand U18  |

## Slutplaceringar[2]
| Sluttabell | Lag                         |
| ---------- | --------------------------- |
|            | Brasilien U18               |
|            | Serbien U18                 |
|            | Belgien U18                 |
| 4          | Turkiet U18                 |
| 5          | Japan U18                   |
| 6          | Peru U18                    |
| 7          | Thailand U18                |
| 8          | Italien U18                 |
| 9          | Mexiko U18                  |
| 10         | Tyskland U18                |
| 11         | Dominikanska republiken U18 |
| 12         | USA U18                     |
| 13         | Kina U18                    |
| 14         | Slovakien U18               |
| 15         | Egypten U18                 |
| 16         | Tunisien U18                |